# Amtsgericht Mainz

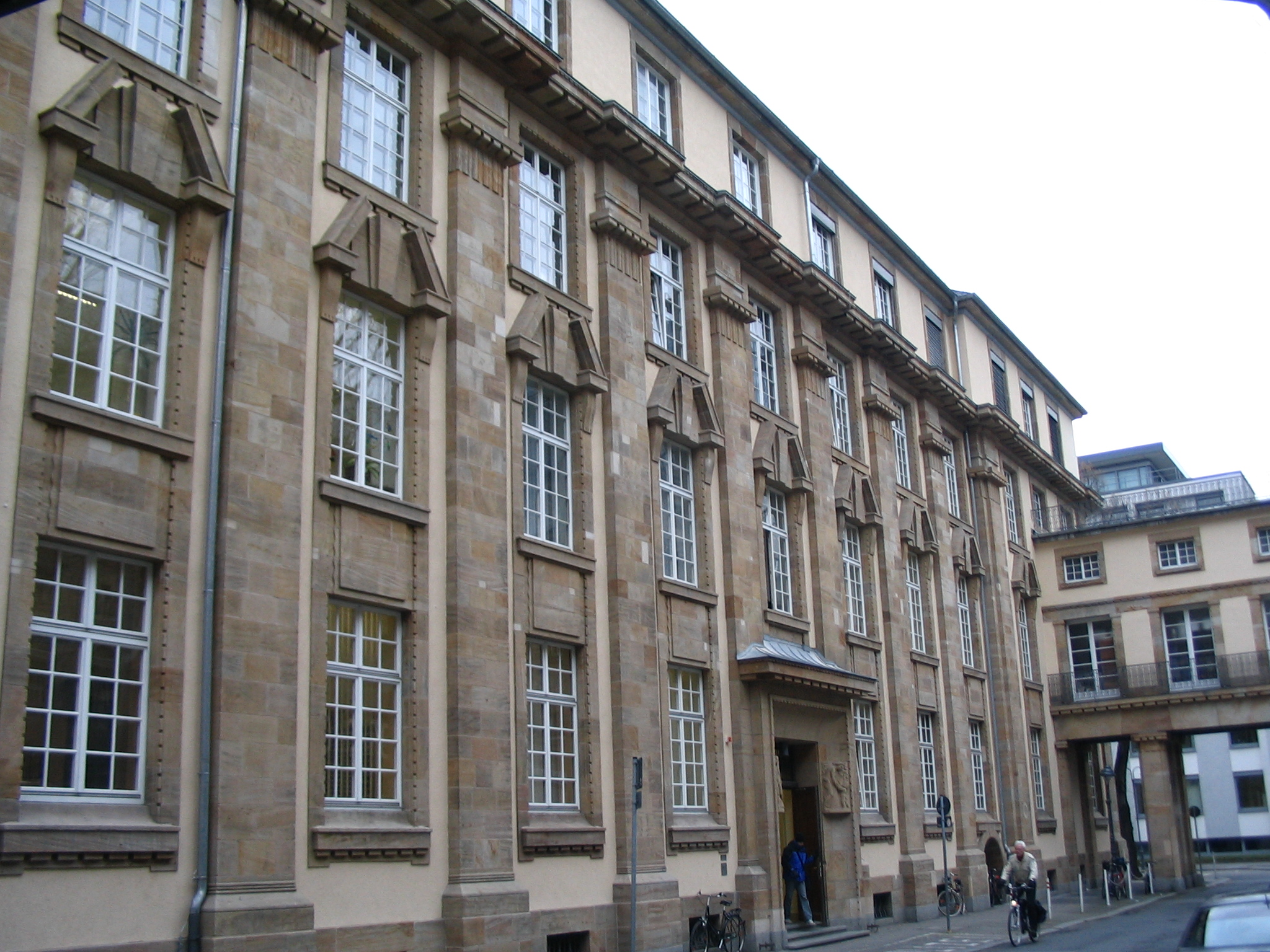
Gebäude A des Amtsgerichts Mainz

Das Amtsgericht Mainz ist ein Gericht der ordentlichen Gerichtsbarkeit. Es ist eines von vier Amtsgerichten im Bezirk des Landgerichts Mainz.

## Gerichtsbezirk und -sitz

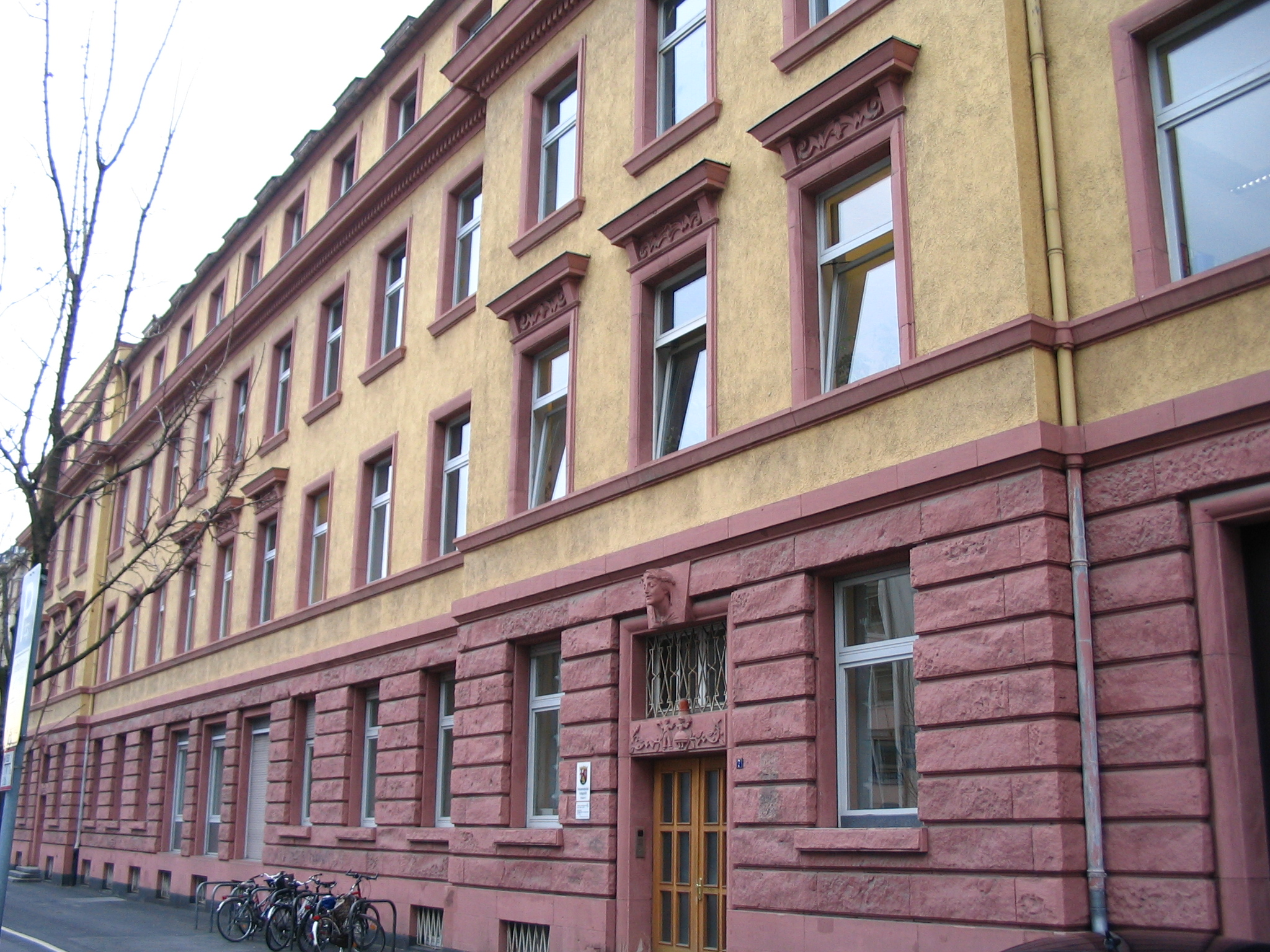
Gebäude B des Amtsgerichts Mainz

Der Gerichtssitz ist Mainz. Der Gerichtsbezirk des Amtsgerichts Mainz umfasst die Stadt Mainz, die Gemeinde Budenheim, die Verbandsgemeinden Bodenheim, Nieder-Olm und Rhein-Selz sowie die Ingelheimer Stadtteile Heidesheim am Rhein und Wackernheim.

## Geschichte
Mainz war seit vielen Jahrhunderten Gerichtsstandort. Mit der Gründung des Département Donnersberg infolge des Reichsdeputationshauptschlusses wurden in Mainz für die Gerichtsbarkeit der ersten Instanz ein Kreisgericht sowie je ein Friedensgericht für den Bereich links (Friedensgericht Mainz I) und rechts des Rheins (Friedensgericht Mainz II) eingerichtet. Diese Gerichte bestanden auch weiter, als das Großherzogtum Hessen 1816 Rheinhessen übernahm.  Mit dem Gerichtsverfassungsgesetz von 1877 wurde erstmals eine reichsweit einheitliche Gerichtsorganisation geschaffen. Im Großherzogtum wurde diese neue Gerichtsorganisation mit Einführungsgesetz vom 3. September 1878 (sowie dem Ausführungsgesetz vom 14. Mai 1879) umgesetzt. Erstinstanzliches Gericht in Mainz wurde nun das Amtsgericht Mainz.

## Gebäude
Das Gericht ist in zwei benachbarten Gebäuden im Bezirk Mainz-Altstadt untergebracht.
Der Eingang zum Gebäude A befindet sich in der Diether-von-Isenburg-Straße 1 – es handelt sich um einen Seitenflügel des Landgerichts Mainz. Dieses Gebäude wurde vom Architekten Paul Bonatz entworfen und am 8. Juli 1910 eingeweiht. Im Zweiten Weltkrieg schwer beschädigt wurde das Gebäude bis 1956 in seiner jetzigen vereinfachten Form wieder aufgebaut. Vor einigen Jahren wurde es erneut umfassend renoviert (Ende der Arbeiten Februar 2006).
Gebäude B ist in der Ernst-Ludwig-Straße 7.

## Übergeordnete Gerichte
Dem Amtsgericht Mainz ist das Landgericht Mainz übergeordnet. Zuständiges Oberlandesgericht ist das Oberlandesgericht Koblenz.